# Col de la Charbonnière
Le col de la Charbonnière est un col du massif des Vosges à 961 mètres d'altitude. Il se situe entre les communes de Bellefosse et Breitenbach dans le Bas-Rhin, au sud-ouest du Champ du Feu. La Chirgoutte, affluent de la Bruche, prend sa source à proximité.